# Запис липа код дома (Калањевци)
Запис липа код дома (Калањевци) се налази на парцели чији је власник Основна школа "Сестре Павловић".

## Локација
| Општина             | Љиг                                                                         |
| Катастарска општина | Калањевци                                                                   |
| Потес               | Мијатовића Поток                                                            |
| Координате          | 44° 17′ 04″ С; 20° 23′ 37″ И / 44.284500000000001° С; 20.393599999999999° И |
| Надморска висина    | 376m                                                                        |

## Карактеристике
Дендрометријске вредности утврђене на терену и сателитским снимцима:
| Стабло                     | Липа |
| Висина стабла              | m    |
| Обим дебла                 | m    |
| Пречник крошње             | 15m  |
| Пречник дебла              | m    |
| Висина дебла до прве гране | m    |

## База записа
Запис је у оквиру Викимедија пројекта "Запис - Свето дрво" заведен под редним бројем 0763.